# Ablació (medicina)
L'ablació, en medicina i cirurgia té dos significats:
Un és l'ablació quirúrgica o extirpació de qualsevol òrgan o part del cos mitjançant una operació o escissió quirúrgica. Llavors és sinònim d'exèresi. L'ús més utilitzat d'ablació és el d'"ablació del clítoris" o clitoridectomia.
L'altre ús d'aquesta paraula és l'ablació per radiofreqüència que és el procediment de cateterisme cardíac que permet el guariment de la taquicàrdia paroxística i altres tipus d'arrítmies.